# Olios gracilipes
Olios gracilipes är en spindelart som beskrevs av Władysław Taczanowski 1872. Olios gracilipes ingår i släktet Olios och familjen jättekrabbspindlar. Inga underarter finns listade i Catalogue of Life.